# 華盛頓鎮區 (印第安納州格林縣)
華盛頓鎮區（英語：Washington Township）是位於美國印第安納州格林縣的一個行政鎮區。

## 地方資料
根據2010年美國人口普查的數據，華盛頓鎮區的面積為111.20平方千米，當中陸地面積為110.20平方千米，而水域面積為1.00平方千米。當地共有人口1186人，而人口密度為每平方千米10.67人。